# Neoconocephalus carbonarius
Neoconocephalus carbonarius är en insektsart som först beskrevs av Ludwig Redtenbacher 1891.  Neoconocephalus carbonarius ingår i släktet Neoconocephalus och familjen vårtbitare. Inga underarter finns listade i Catalogue of Life.